# Rivellia connexa
Rivellia connexa är en tvåvingeart som beskrevs av Friedrich Georg Hendel 1914. Rivellia connexa ingår i släktet Rivellia och familjen bredmunsflugor. Inga underarter finns listade i Catalogue of Life.